# William C. Smith
William Charles Smith (* 22. Juli 1881 in London; † 20. November 1972 in Bromley, Kent) war ein britischer Musikbibliothekar und Bibliograph.

## Leben
Smith besuchte die Woolwich High School und erhielt privaten Violin- und Klavierunterricht. 1898 trat er in den Staatsdienst ein, wobei er zunächst in der Finanzverwaltung und später im Scottish Education Office tätig war. Am 3. September 1900 wechselte er zum Department of Printed Books des British Museum in London. Dort erhielt er eine Schulung in Katalogisierung und war in der General Library tätig. 1901 wurde er Assistent von William Barclay Squire im Music Room. Nach Squires Ruhestand 1920 übernahm Smith dessen Aufgaben als Assistant Keeper. 1944 wurde er selbst pensioniert. Sein Nachfolger wurde Alexander Hyatt King.
Er beschäftigte sich intensiv mit Georg Friedrich Händel (und den Verlegern des Komponisten) sowie anderen Aspekten der britischen Musik des 18. Jahrhunderts. Ab 1924 veröffentlichte er Artikel zu diesen Themen. Eine private Händel-Sammlung mit mehr als 200 Händel Ausgaben, Manuskripten etc. baute er ab 1934 auf. Diese wurde 1962 von Gerald Coke aufgekauft und 1968 in dessen Sammlung in Bentley, Hampshire integriert. Die vereinigte Sammlung ging später an die Thomas Coram Foundation über und wird im Foundling Museum in London aufbewahrt. Zusammen mit seinem Kollegen Charles Humphries fertigte er vier Quellenwerke an.
Smith wurde 1955 Vorstandsmitglied der Georg-Friedrich-Händel-Gesellschaft in Halle. Im Jahr 1961 wurde er mit dem Händelpreis des Bezirkes Halle ausgezeichnet.

## Schriften (Auswahl)
- A Bibliography of the Musical Works Published by John Walsh during the Years 1695–1720. London 1948 und 1968.
- Concerning Handel: his Life and Works. London 1948.
- Mit Charles Humphries: Music Publishing in the British Isles. London 1954 und 1970.
- The Italian Opera and Contemporary Ballet in London, 1789–1820. London 1955.
- Handel: a Descriptive Catalogue of the Early Editions. London 1960 und 1970.
- A Handelian’s Notebook. London 1965.
- Mit Charles Humphries: A Bibliography of the Musical Works Published by the Firm of John Walsh during the Years 1721–1766. London 1968.